# Rdestnica ściśniona
Rdestnica ściśniona (Potamogeton compressus L.) – gatunek rośliny z rodziny rdestnicowatych. Występuje w Eurazji w strefie klimatów umiarkowanych.
W Polsce rośnie w rozproszeniu w części niżowej.

## Morfologia
ŁodygaSpłaszczona, oskrzydlona, gałęzista, o długości 50–200 cm; górne międzywęźla prawie tak szerokie jak liście.
LiścieZanurzone, jednakowe, równowąskie, siedzące, wielonerwowe, o długości 10–20 cm i szerokości 3–5 mm, zaokrąglone na szczycie, nagle zwężone w ostry kolec. Trzy do pięciu nerwów głównych. Języczek liściowy do 4 cm długości.
KwiatyZebrane w gęste, cylindryczne, 10-15-kwiatowe kłosy o długości 1–2 cm. Szypuły dwa-cztery razy dłuższe od kłosa.
OwocPółkolisty, do 3 mm długości, z tępym grzebieniem na grzbiecie i bardzo krótkim dzióbkiem. Krawędź brzuszna wypukła.

## Biologia i ekologia
Bylina, hydrofit. Kwitnie od czerwca do sierpnia. Rośnie w wodach. Liczba chromosomów 2n =26. Gatunek charakterystyczny zespołu Potametum compressi oraz klasy Potametea.

## Zagrożenia i ochrona
Roślina umieszczona na polskiej czerwonej liście w kategorii VU (narażony).